# 普通教育证书
普通教育证书（General Certificate of Education，简称GCE）是使用英語教育系統國家的考试制度，1951年起主要在英格兰、威尔士和北爱尔兰实行，后推广到英国各殖民地。
GCE考试由三个级别组成，难度依次递增：
- O-level（Ordinary Level）或GCSE（中等教育普通證書）；
- AS-level（Advanced Subsidiary Level），虽然这经常被看成是A-level的一部分，但是是一个单独的一个等级，是高级级别的先行考试；以及
- A-level（“Advanced Level”）。

## 历史
1988年，英国的GCE O-Level考试由新的「普通中等教育证书」（中等教育普通證書，简称 GCSE）所取代，但是在一些英联邦国家（如马来西亚），O-Level考試存在至2006年，主要原因是GCSE的課程內容較原來的GCE O-Level為淺，與他們本身的教學水平不符。
1989年英国政府修訂了高级程度考试模式，增加了GCE 'AS' Level（高级补充程度考试），学生可以在参加GCE A-Level的同时参加GCE 'AS' Level考试。在引入模組概念後，大部份科目的A Level會有4或6個模組，而AS Level則會有一半數量的模組。選擇應試模組一般沒有限制，但大學可能會因為是否一次獲得的問題對申請人評分有所調整。考生一般會先考首2/3個，獲得AS Level的科目等級（Subject Grade），然後再考剩下的模組，獲得A Level的科目等級。
一些以前的英國殖民地，如香港、新加坡、馬耳他、南非、斯里蘭卡也會舉行相近類型的考試，但由於教育制度已經發生改變，在這些地方的GCE O-Level課程通常已在風格、系統上有了較大轉變。
現時，英國本土一共有六個考試局，分別是英國資格評估和認證聯合會(AQA)、CIE、CCEA、Edexcel、OCR及WJEC。其中CIE及Edexcel在世界各地都有舉辦有關考試。AQA考试局和牛津大学出版社联合推出OxfordAQA国际考评局。上述三个考试局均由英國文化協會或當地的教育機構協辦，也是唯三的可以在英国以外的地区参加的考试局。

## 外部連結
- 香港考試及評核局 - 其他考試及評核（英國） （页面存档备份，存于）